# Maiale sardo
Il suino sardo (porcu sardu in lingua sarda) è una razza suina autoctona, originaria della Sardegna. È compresa fra le sei razze autoctone in Italia.

## Storia
La razza pare sia presente sull'isola già dal neolitico (VI millennio a.C.). Reperti ossei indicano la presenza della razza in epoca nuragica (1800-238 a.C.); successivamente in epoca romana, si sviluppò molto l'allevamento del suino.
In epoca medioevale, nel XIV sec., testimonianze scritte regolarono l'allevamento suino (Codice Rurale di Mariano IV, judiche di Arborea, e nella Carta de Logu della judichessa Eleonora D'Arborea). 
In epoca moderna ed oggi negli ambienti rurali, l'allevamento del suino sardo è una tradizione ben conservata: ogni famiglia rurale alleva almeno un maiale per gli usi domestici. La razza è attualmente diffusa nelle zone boschive di alta collina e di montagna del Nuorese e dell'Ogliastra ed anche nel Montiferru, nel Sassarese, nel Campidano e nel Sarrabus-Gerrei. Tipicamente l'allevamento è di tipo brado o al semibrado.
In una descrizione del 1774, Francesco Cetti lo descrive così:
(1774 F. Cetti)
La razza è stata ufficialmente riconosciuta con D.M. n. 21664 l'8 giugno 2006.
Tipiche produzioni con la carne dei maiali sardi sono: il prosciutto tradizionale, il prosciutto di spalla con guanciale e la caratteristica salsiccia a forma di anello (sartizza a loriga in lingua sarda).
Il prosciutto in Ogliastra è una delle specialità tipiche della gastronomia sarda. si fa di un modo di lavorazione  artigianale,  